# توماس هنري بيرك
توماس هنري بيرك (بالإنجليزية: Thomas Henry Burke)‏ هو سياسي أمريكي، ولد في 6 مايو 1904 في توليدو في الولايات المتحدة، وتوفي في 12 سبتمبر 1959 في مقاطعة أرلنغتون في الولايات المتحدة. حزبياً، نشط في الحزب الديمقراطي.

## مناصب
- انتخب ممثل ‏ United Auto Workers [الإنجليزية]‏.
- انتخب مستشار [الإنجليزية]‏ National Production Authority [الإنجليزية]‏.
- انتخب مسؤول United Auto Workers [الإنجليزية]‏ (1938 – 1948).
- انتخب عضو  [لغات أخرى]‏ مجلس بلدي  [لغات أخرى]‏ (1944 – 1948).
- انتخب نائب العمدة.
- انتخب عضو مجلس نواب أوهايو (1941 – 1942).
- انتخب عضو مجلس النواب الأمريكي (3 يناير 1949 – 3 يناير 1951).